# Thérèse Caval dite La Cavale
Thérèse Caval, dite La Cavale, née vers 1750 à Marseille et morte à Aix-en-Provence le 11 mai 1795, est une figure de la Révolution française à Marseille. 

## Biographie
Veuve de Jean-Baptiste Agaud dont elle eut un fils, elle devient la plus célèbre égérie de la Révolution française à Marseille. Avec son amie Élisabeth Taneron, dite la « Fassy » (car mariée avec Dominique Fassy, marchand de voiles), elle mène des farandoles, sabre  à la ceinture ou à la main..
Les deux femmes sont considérées  comme les instigatrices de la pendaison, le 28 février 1792, de la bouquetière la "Cayole", qui avait insulté la garde nationale alors que celle-ci était fêtée par les Marseillais pour avoir désarmé trois jours plus tôt, à Aix-en-Provence, le régiment suisse d'Ernest.
Arrêtées toutes les deux, la Cavale est libérée en mai 1793 et la Fassy en août. Après Thermidor, elles sont incarcérées ensemble à Aix-en-Provence. Le 11 mai 1795, elles sont massacrées avec vingt-six codétenues par des sabreurs marseillais au service des forces royalistes. La Fassy est tuée avec son bébé de trois mois. Une de ses oreilles coupée sera offerte un mois plus tard à son mari détenu au fort Saint-Jean.